# Pepe Sierra (estación)
La estación sencilla Pepe Sierra hace parte del sistema de transporte masivo de Bogotá llamado TransMilenio, el cual fue inaugurado en el año 2000.

## Ubicación
La estación está ubicada en el norte de la ciudad, más específicamente en la Autopista Norte entre la calle 114 y la Avenida Pepe Sierra. Se accede a ella a través de un puente peatonal ubicado en la Av.Calle 116.
Atiende la demanda de los barrios Mónaco, San Patricio y sus alrededores.
En las cercanías están el eje comercial de la Calle 116, el Parque Lineal Molinos, el supermercado Carulla Alhambra y la farmacia Locatel Pepe Sierra.

## Origen del nombre
La estación recibe su nombre de la Avenida Calle 116, también conocida como Avenida Pepe Sierra. Es uno de los ejes comerciales más conocidos del norte de Bogotá, conectando el centro histórico de Usaquén con el occidente de la ciudad.
El topónimo se origina en José "Pepe" María Sierra, rico empresario antioqueño, conocido como el hombre más rico de Colombia a inicios del siglo XX y un importante prestamista del estado colombiano.

## Historia
A comienzos de 2001, después de ser inaugurado el Portal Usme, las autoridades distritales y de la empresa Trasmilenio pusieron en funcionamiento la troncal de la Autopista Norte incluyendo la estación Pepe Sierra. Meses después fue inaugurado el Portal Norte.
En junio de 2003 un paquete explosivo se activó en un bus que llegaba a la estación. Los sesenta pasajeros pudieron salir antes de la incineración del bus articulado.

## Servicios de la estación

### Servicios troncales
| Tipo                                            | Rutas al Norte | Rutas al Sur |
| ----------------------------------------------- | -------------- | ------------ |
| Ruta fácil                                      | 8              | 8            |
| Expresos todos los días todo el día             | B18 B72        | H72 L18      |
| Expresos lunes a sábado todo el día             | B11 B16 B28    | F28 G11 K16  |
| Expresos lunes a viernes hora pico de la mañana | B55            |              |
| Expresos lunes a viernes hora pico de la tarde  |                | D55          |

### Esquema
| ← Norte   |              |            |
| Calle 116 | B28B55B72    | 8B11B16B18 |
| Puente    | Vagón 2      | Vagón 1    |
| Calle 116 | D55G11K16L18 | 8F28H72    |
| Sur →     |              |            |

### Servicios urbanos
Así mismo funcionan las siguientes rutas urbanas del SITP en los costados externos a la estación, circulando por los carriles de tráfico mixto sobre la Autopista Norte, con posibilidad de trasbordo usando la tarjeta TuLlave:
| Código | Sector                 | Dirección            | Rutas     |
| ------ | ---------------------- | -------------------- | --------- |
| 629A01 | B Br. San Patricio     | Auto Norte - CL 109  | B908      |
| 327A02 | C Estación Pepe Sierra | Auto Norte - CL 114A | Sin rutas |

## Ubicación geográfica
| Noroeste: Suba              | Norte: B Calle 127 | Nordeste: Usaquén |
| Oeste: C Av. Suba Calle 116 |                    | Este: Usaquén     |
| Suroeste: Suba              | Sur: B Calle 106   | Sureste: Usaquén  |